# Curri Valenzuela
María Encarnación Valenzuela Conthe, més coneguda com a Curry o Curri Valenzuela (Màlaga, 1945) és una periodista i escriptora espanyola.

## Biografia
Després de graduar-se a l'Escola Oficial de Periodisme, Curri Valenzuela va començar la seva carrera treballant a l'Agència EFE de corresponsal, primer a Nova York i Washington entre 1967 i 1973, i posteriorment a Londres durant tres anys més. Durant la transició va ser redactora en cap de Cambio 16, i entre 1982 i 1986 ho va ser de l'Agència EFE, en tots dos casos en la secció de Nacional.
Entre 1986 i 1992 va ser redactora política de la revista Tiempo, i a partir de 1996 va ser consellera d'administració de Radiotelevisión Española, proposada pel Partit Popular i més concretament pel seu president José María Aznar. Durant aquest període va rebre una condemna per calúmnies. Ha col·laborat de forma independent amb diversos mitjans de comunicació.
Des de 2004 fins a 2010 va dirigir i va presentar el programa de tertúlia Alto y claro de Telemadrid. El setembre de 2010 és fitxada per La 10, del grup Vocento per dirigir una tertúlia televisiva a nivell nacional i que es va mantenir en antena durant una mica menys d'un any.
Des de setembre de 2011 col·labora en la tertúlia del programa Con el mundo a cuestas, que dirigeix i presenta el periodista Carlos Cuesta en la cadena Veo7 i en la del programa El Círculo de Telemadrid, que dirigeix i presenta Ely del Valle. Des de juliol de 2012 dirigeix i presenta el programa La Tertulia de Curri a 13 TV, programa d'anàlisi política i econòmica. Des de setembre de 2013 col·labora en la tertúlia de Los desayunos de TVE, que presenta la periodista María Casado a La 1 i en la del programa radiofònic Las mañanas de RNE, que dirigeix i presenta Alfredo Menéndez. Des de setembre de 2014 també col·labora al programa Amigas y conocidas, que presenta la periodista Inés Ballester en La 1.
Va estar casada amb el també periodista Juan Roldán.

## Obra
Curri Valenzuela ha escrit quatre llibres:
- 100 personajes que hunden España (2007).
- Sola (2008).
- Los culpables de la crisis (2009).
- Yo no me quiero jubilar (2012).